# Блок 5 (Подгорица)
Блок 5 је назив за део Подгорице. Модернистички део града се налази на његовој западној страни, ограничен је улицама Булевар Михајла Лалића, Булевар Џорџа Вашингтона, Далматинска и Меше Селимовића. Одлука да се гради у северозападном делу Подгорице заснована је на чињеници да град треба да се шири у правцу главних путева и артерија.

## Изградња и пројекат
Урбанистички план новог насеља представљен је 1976. године. Изградња блока 5 је кренула у периоду између 1977. и 1984. као изградња новог дела престонице Црне Горе. Пројекат новог дела града су направили Вукота Тупа Вукотић и Милета Бојовић и победио је на јавном конкурсу. Пројекат новог дела Подгорице победио је и на међународним такмичењима. У времену касних 70-их и раних 80-их је блок 5 био највећи стамбени пројекат на територију Црне Горе. Први становници почели да се усељавају око 1985. године.
Вукотић и Бојовић су пробали нову концепцију за развој насеља са зградама распоређеним на сасвим другачији начин, него што је у тадашњој Југославији било типично. Зграде требале да изгледају као да желе да се померавају. Поједини станови су били од чертверособних до гарсонијера. Уз то је стављена пажња на велику количину јавног простора за различите активности, скупове и друго. Очуван је и мали део шуме који је интегрисан у насеље. За поједине зграде је узета у обзир и опасност од земљотреса.

## Стамбени објекти
У оквиру Блока 5 су осим стамбених блокова саграђене и школе, поликлиника и дечји вртић. Разлегла су исто и паркиралишта за потребе становника појединих солитера.

## Блок 5 данас
Данас се Блок 5 сматра најзеленијим делом Подгорице. Поједине зграде, нарочито виши торњеви и солитери постале су познате као симболи брутализма у бившој СФРЈ.